# Eugnamptus truncatus
Eugnamptus truncatus là một loài bọ cánh cứng trong họ Rhynchitidae. Loài này được Sharp miêu tả khoa học năm 1889.